# Jerzy Czartoryski
Jerzy Czartoryski, född 1828, död 1912, var en polsk furste och österrikisk politiker. Han var bror till Konstantyn Marya Adam Czartoryski och brorson till Adam Jerzy Czartoryski.
Czartoryski var stor godsägare i Galizien och ledare av federalistpartiet där. 1867 blev han ledamot av galiziska lantdagen och 1873 av österrikiska riksrådet. Tillsammans med sin bror utgav han 1855-1865 Recensionen und Mitthelungen über Theater und Musik.